# 矢追幸宏
矢追 幸宏（やおい ゆきひろ 1966年7月6日 - ）は 、日本の元アイドル歌手・元俳優　息子は、元美少年の金指一世。

## 来歴・人物
1984年3月21日に日本コロムビアから「真夜中シェイキンダンス」でアイドル歌手としてデビュー。
デビュー時のキャッチフレーズは、｢光と興奮ひとりじめ｣。

## 出演

### テレビドラマ
- 結婚ゲーム（1985年7月22日 cx）
- ハーフポテトな俺たち（1985年10月9日 - 12月25日、日本テレビ)
- スケバン刑事II 少女鉄仮面伝説 第22話、第23話、第33話 - 第36話（1985年11月7日 - 1986年10月23日、cx） - 加瀬コウジ 役
- 結婚ゲーム2（1986年6月30日 cx）
- 月とスッポン（1986年9月8日 cx）
- 時にはいっしょに 第1話、第3話、第6話、第11話（1986年10月16日 - 1986年12月25日、cx）

### ラジオ
- 矢追幸宏の今夜も君はシンデレラ

## ディスコグラフィ

### シングル[1]
| #              | 発売日         | A/B面          | タイトル                       | 作詞           | 作曲           | 編曲           | 規格品番       |                |
| 日本コロムビア | 日本コロムビア | 日本コロムビア | 日本コロムビア                 | 日本コロムビア | 日本コロムビア | 日本コロムビア | 日本コロムビア | 日本コロムビア |
| -------------- | -------------- | -------------- | ------------------------------ | -------------- | -------------- | -------------- | -------------- | -------------- |
| 1              | 1984年 3月21日 | A面            | 真夜中シェイキンダンス         | 翔             | 翔             | 矢野立美       | AH-432         |                |
| 1              | 1984年 3月21日 | B面            | ビリーのRock'n Roll            | 翔             | 翔             | 矢野立美       | AH-432         |                |
| 2              | 1984年 6月21日 | A面            | 熱愛BREAK！                    | 森雪之丞       | 後藤次利       | 戸田誠司       | AH-466         |                |
| 2              | 1984年 6月21日 | B面            | 夏色にドラマチック             | 森雪之丞       | 後藤次利       | 戸田誠司       | AH-466         |                |
| 3              | 1984年 9月21日 | A面            | 君は5:00からシンデレラ         | 森雪之丞       | 鈴木キサブロー | 矢野立美       | AH-510         |                |
| 3              | 1984年 9月21日 | B面            | 悲しみナイト                   | 森雪之丞       | 鈴木キサブロー | 矢野立美       | AH-510         |                |
| 4              | 1985年 2月21日 | A面            | ハートブレイク・ウィークエンド | 吉田聖子       | 江島陽一       | 矢野立美       | AH-540         |                |
| 4              | 1985年 2月21日 | B面            | 街角ロンゲスト・ナイト         | 竜真知子       | 江島陽一       | 矢野立美       | AH-540         |                |

### アルバム
- ミステリー・バカンス （1984年7月21日）
- Rockin in the midnight（1985年1月21日）